# Helena (Texas)
Helena è una città fantasma del Texas, a circa 70 miglia (110 km) a sud-est di San Antonio, nella contea di Karnes. Capoluogo della contea di Karnes dal 1854 al 1894, Helena era conosciuta nella seconda metà del XIX secolo per essersi autoproclamata "la città più dura del mondo". Deve il suo nome in onore di Helen Marr Swisher, seconda moglie del medico e politico Lewis Owings, che contribuì a fondarla. 
La città ha dato i natali al cosiddetto "Helena Duel", in cui le mani sinistre dei due avversari erano legate insieme con una  pelle di daino e ciascun combattente riceveva un coltello con una lama da tre pollici - troppo corta per raggiungere un organo vitale o causare una singola ferita mortale. Dopo che i combattenti avevano ruotato per un po', si scagliavano l'uno contro l'altro fino a quando uno non sanguinava a morte per l'accumulo di tagli e pugnalate. Folle di spettatori assistevano a questo spettacolo cruento, perfino scommettendo sul risultato.
Helena divenne una città fantasma presumibilmente a causa della vendetta del colonnello William G. Butler (1831 – 1912) per la morte di suo figlio, Emmett Butler, che era stato ucciso da una pallottola vagante durante una rissa in un saloon, il 26 dicembre 1884. Pochi giorni dopo, il colonnello Butler andò a Helena con un gruppo di cowhands e chiese chi avesse sparato a suo figlio, scoprendo che nessuno dei cittadini era disposto a dire la verità. Infuriato, Butler pronunciò le testuali parole: "Va bene! Per questo ucciderò la città che ha ucciso mio figlio!". Dando seguito alla sua minaccia, Butler, un veterano della guerra civile americana e ricco allevatore, si adoperò affinché i binari della San Antonio and Aransas Pass Railway fossero costruiti lontano 7 miglia (11 km) da Helena. Poi, in un'elezione molto combattuta nel 1894, il capoluogo della contea fu trasferito da Helena a Karnes City. Helena morì rapidamente.
L'attore popolare Jim Davis ha interpretato il ruolo del colonnello Butler nell'episodio del 1969 "The Oldest Law" della serie televisiva in syndication, Death Valley Days, presentata da Robert Taylor poco prima della sua morte. Tom Lowell interpretava Emmett Butler, Stacy Harris il sindaco corrotto Ackerson, e Tyler McVey Parson Blake.